# 瓦特尔
瓦特尔（法語：Voiteur，法語發音：[vwatœʁ]）是法国汝拉省的一个市镇，位于该省中西部，属于隆斯勒索涅区。

## 地理
瓦特尔（46°45'15"N, 5°36'42"E）面积9.42 平方千米，位于法国勃艮第-弗朗什-孔泰大區汝拉省，该省份为法国东部内陆省份，北起上索恩省，西北接科多尔省，西临索恩-卢瓦尔省，南至安省，东与杜省和瑞士接壤。
与瓦特尔接壤的市镇（或旧市镇、城区）包括：栋布朗、沙隆堡、拉维尼、勒卢沃罗、塞耶河畔讷维、勒韦尔努瓦。

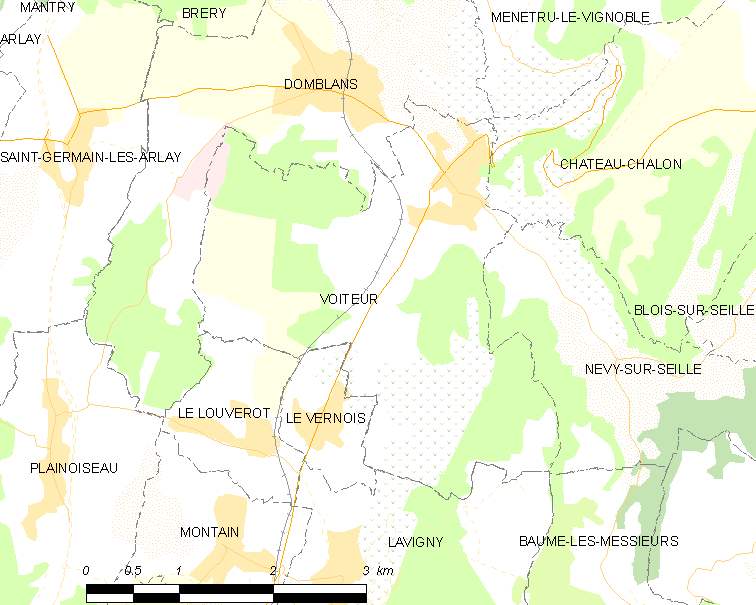
瓦特尔的OSM定位图

瓦特尔的时区为UTC+01:00、UTC+02:00（夏令时）。

## 行政
瓦特尔的邮政编码为39210，INSEE市镇编码为39582。

## 政治
瓦特尔所属的省级选区为波利尼县。

## 人口

1962-2008年间瓦特尔人口变化图示

瓦特尔于2022年1月1日时的人口数量为784人。